# Open DOS
Open DOS est un système d'exploitation compatible MS-DOS développé par la société Caldera. Il est le descendant de DR-DOS et Novell DOS. Il pouvait être utilisé gratuitement dans sa version basique pour un usage non commercial. La version complète avait des capacités réseau supplémentaires et devait être enregistrée auprès de Caldera. Cette société a sorti deux versions de ce système, la 7.01 et la 7.02 qui étaient toutes les deux des évolutions de la version 7 de Novell DOS.